# 西郷純堯
西郷 純堯（さいごう すみたか）は、戦国時代から安土桃山時代にかけての武将。高城城主。

## 出自
西郷氏は菊池氏の一族とされ、戦国時代のころには、肥前有馬氏配下として肥前の伊佐早荘（現在の諫早市および北高来郡）に勢力を持ち、有馬氏の東肥前に対する前線を守っていた。有馬氏が衰退し龍造寺氏の勢力が増すと有馬氏から離反し、龍造寺氏へ従うようになる。

## 略歴
永禄5年（1562年）、純堯は有馬義貞に従い、龍造寺隆信を討つため肥前佐嘉城攻略を目指す大友宗麟方として行動する。義貞は軍を二手に分け、一方を大村純忠に率いらせ須古へ、もう一方を純堯に指揮させ多久から小城に進出させた。小城を突こうと丹坂口に向かった純堯は千葉胤連勢と交戦したが、隆信からの援軍もあり激戦となった。有馬勢は数の上では優勢であったが次第に押され始め、ついには潰走し大敗を喫した。純堯は戦線を離脱し、多久を経て藤津へ逃れようとしたが、武雄の後藤貴明が龍造寺方に転じたため、有田へ出て平戸の松浦隆信の支援によって居城へ帰還することができた。翌6年（1563年）、純堯は有馬氏から離反し後藤貴明、松浦隆信と盟約を結び、大村純忠を攻めようとした。これに対して有馬義貞は純堯を討つため、埋津まで攻め込んだ。純堯は多くの犠牲を払いながら有馬勢を撃退した。以後、純堯は有馬氏との抗争を繰り返すこととなる。元亀3年（1572年）7月、大村純忠の三城城を攻める後藤貴明の要請に応じて出兵する（三城七騎籠り）。天正2年（1574年）には、大村領の萱瀬へ攻め込み、天正8年（1580年）には弟である深堀純賢と共に鶴城を攻めるが、大村勢の反撃を受け撤退する。
なお、天正5年（1577年）、6月下旬、龍造寺隆信が伊佐早侵攻のため出陣してくることを知った純堯は、有馬氏に救援を求めたが、神代氏や島原氏、安富氏が龍造寺方に付いたため、有馬氏は純堯に援軍を出すことを断念した。純堯は自軍のみで龍造寺勢を迎撃することとなったが、龍造寺勢に宇木城を初め多くの支城を攻略される中、兄より先に龍造寺氏に従属していた深堀純賢が調停に入り純堯の降伏が許された。降伏によって、純堯の嫡男・純尚は隆信から偏諱を受け信尚と改めた。純堯は隠居し、ほどなく死去したとされる。これ以後、西郷氏は有馬氏から完全に離反した。

## 大村氏との抗争
純堯は、有馬義貞や同盟関係にあった大村純忠がキリシタン大名となると離反し、後藤貴明や松浦氏と同盟を結び大村・長崎へ侵攻した。元亀3年（1572年）、深堀純賢と図り、純堯は大村純忠を、純賢は長崎氏を攻撃した。純賢勢は長崎氏領の館や教会を焼きはらったが、武士や百姓の激しい抵抗を受け撤兵した。一方、純堯勢も大村純忠が戦死したとの噂が立つほどに攻め立てるも、純忠の反撃を受け撤退している。
ルイス・フロイスの『日本史』によると、フロイスに「伊佐早殿」と称される純堯は有馬義貞を家来同然に扱い、キリスト教へ入信しようとした義貞は純堯を憚り入信を逡巡するほどであった。そのためフロイスは、純堯について「詭計、策略、欺瞞の点では、下の殿たちの第一人者であった」と、厳しい評価を下している。
熱心な仏教徒である純堯は、キリシタンとなった大村純忠を予てから苦々しく思っていた。大村攻めが思うようにいかないことに苛立った純堯は、計略を用いて純忠を殺害し、大村領を併呑しようとした。天正元年（1573年）、純堯は純忠の実兄である有馬義貞に、純忠を誘殺するため、小浜へ呼び帰途に諌早城に立ち寄らせるよう要請した。謀を知った義貞は純堯の謀略を純忠へ知らせた。義貞は、純堯の純忠に対する憎悪の主な原因はキリスト教へ入信したことであり、棄教すれば純堯との敵対関係も解消されると忠告した。これに対して純忠は、領国や家臣および、生命を失っても棄教はしないと返答した。純堯は、義貞を訪ねる純忠が城下を通る際、自分へ訪問を行うものと確信して純忠が来るのを待っていたが、純堯の謀略を聞いていた純忠は、急な病のため此度は訪問できないと伝え、城下を馬で疾駆し、純堯の謀略から逃れた。純堯はその後も、純賢と共に幾度も大村・長崎氏へ攻撃を加えたが、その都度、純忠や長崎純景によって退けられた。天正8年（1580年）も、大村・長崎勢に西郷勢は敗れた。この際、深堀純賢勢400は森崎に砦を構え迎撃したが、純景が自ら300の兵を指揮し桜馬場城から森崎に向かい、純忠の援軍も加わったため純賢の兵は破られた。以後、森崎の小山は勝山と呼ばれるようになり、これが、今日の長崎市勝山町の起源となっている。
　